# Danh sách loài của Boronia
Một nghiên cứu phát sinh chủng loại phân tử năm 2020 đã kết luận chi Boronia theo cách giới hạn hiện tại là một nhóm đa ngành, do đó nhiều loài thuộc chi này đã được chuyển sang các chi khác, chủ yếu là chuyển sang chi Cyanothamnus. Cách phân chia này đã được chấp nhận theo một hệ thống phân loại họ Cửu lý hương năm 2021. Danh sách dưới đây bao gồm các loài được Plants of the World Online công nhận, tính đến  tháng 9 năm 2021.
- Boronia adamsiana F.Muell.
- Boronia affinis R.Br. ex Benth.
- Boronia alata Sm.
- Boronia albiflora R.Br. ex Benth.
- Boronia algida F.Muell.
- Boronia alulata Sol. ex Benth.
- Boronia amabilis S.T.Blake
- Boronia amplectens Duretto
- Boronia anceps Paul G.Wilson
- Boronia angustisepala Duretto
- Boronia anomala Duretto
- Boronia barkeriana F.Muell.
- Boronia barrettiorum Duretto
- Boronia beeronensis Duretto
- Boronia bella Duretto
- Boronia boliviensis J.B.Williams & J.T.Hunter
- Boronia bowmanii F.Muell.
- Boronia capitata Benth.
- Boronia chartacea P.H.Weston
- Boronia citrata N.G.Walsh
- Boronia citriodora Gunn ex Hook.f.
- Boronia clavata Paul G.Wilson
- Boronia coriacea Paul G.Wilson
- Boronia corynophylla Paul G.Wilson
- Boronia crassifolia Bartl.
- Boronia crassipes Bartl.
- Boronia cremnophila R.L.Barrett, M.D.Barrett & Duretto
- Boronia crenulata Sm.
- Boronia cymosa Endl.
- Boronia deanei Maiden & Betche
- Boronia decumbens Duretto
- Boronia denticulata Sm.
- Boronia dichotoma Lindl.
- Boronia duiganiae Duretto
- Boronia edwardsii Benth.
- Boronia elisabethiae Duretto
- Boronia eriantha Lindl.
- Boronia ericifolia Benth.
- Boronia excelsa Duretto
- Boronia exilis Paul G.Wilson
- Boronia falcifolia A.Cunn. ex Endl.
- Boronia fastigiata Bartl.
- Boronia filicifolia A.Cunn. ex Benth.
- Boronia filifolia F.Muell.
- Boronia floribunda Sieber ex Rchb.
- Boronia foetida Duretto
- Boronia forsteri Duretto
- Boronia fraseri Hook.
- Boronia galbraithiae Albr.
- Boronia glabra (Maiden & Betche) Cheel
- Boronia gracilipes F.Muell.
- Boronia grandisepala F.Muell.
- Boronia granitica Maiden & Betche
- Boronia gravicocca Duretto
- Boronia grimshawii Duretto
- Boronia gunnii Hook.f.
- Boronia hapalophylla Duretto, F.J.Edwards & P.G.Edwards
- Boronia hartleyi Duretto & Bayly
- Boronia hemichiton Duretto
- Boronia heterophylla F.Muell.
- Boronia hippopalus Duretto, orthographic variant Boronia hippopala
- Boronia hoipolloi Duretto
- Boronia humifusa Paul G.Wilson
- Boronia imlayensis Duretto
- Boronia inornata Turcz.
- Boronia interrex R.L.Barrett, M.D.Barrett & Duretto
- Boronia jensziae Duretto
- Boronia jucunda Duretto
- Boronia juncea Bartl.
- Boronia kalumburuensis Duretto
- Boronia keysii Domin
- Boronia koniambiensis Däniker
- Boronia lanceolata F.Muell.
- Boronia lanuginosa Endl.
- Boronia latipinna J.H.Willis
- Boronia laxa Duretto
- Boronia ledifolia (Vent.) DC.
- Boronia marcoana R.L.Barrett & M.D.Barrett
- Boronia megastigma Nees ex Bartlett
- Boronia microphylla Sieber ex Rchb.
- Boronia minutipinna Duretto
- Boronia mollis A.Cunn. ex Lindl.
- Boronia molloyae J.R.Drumm.
- Boronia muelleri (Benth.) Cheel
- Boronia nematophylla F.Muell.
- Boronia obovata C.T.White
- Boronia octandra Paul G.Wilson
- Boronia odorata Duretto
- Boronia oxyantha Turcz.
- Boronia palasepala Duretto
- Boronia pancheri (Baill.) Duretto & Bayly
- Boronia parviflora Sm.
- Boronia parvifolia (Baker f.) Duretto & Bayly
- Boronia pauciflora W.Fitzg.
- Boronia pilosa Labill.
- Boronia pinnata Sm.
- Boronia prolixa Duretto
- Boronia pulchella Turcz.
- Boronia purdieana Diels
- Boronia quadrilata Duretto
- Boronia quinkanensis Duretto
- Boronia repanda (F.Muell. ex Maiden & Betche) Maiden & Betche
- Boronia revoluta Paul G.Wilson
- Boronia rhomboidea Hook.
- Boronia rivularis C.T.White
- Boronia rosmarinifolia A.Cunn. ex Endl.
- Boronia rozefeldsii Duretto
- Boronia rubiginosa A.Cunn. ex Endl.
- Boronia rupicola Duretto
- Boronia ruppii Cheel
- Boronia safrolifera Cheel
- Boronia scabra Lindl.
- Boronia serrulata Sm.
- Boronia spathulata Lindl.
- Boronia splendida Duretto
- Boronia squamipetala Duretto
- Boronia stricta Bartl.
- Boronia suberosa Duretto
- Boronia subulifolia Cheel
- Boronia ternata Endl.
- Boronia tetragona Paul G.Wilson
- Boronia tetrandra Labill.
- Boronia thedae R.L.Barrett, M.D.Barrett & Duretto
- Boronia thujona Penfold & M.B.Welch
- Boronia tolerans Duretto
- Boronia umbellata P.H.Weston
- Boronia verecunda Duretto
- Boronia virgata Paul G.Wilson
- Boronia viridiflora Duretto
- Boronia warrumbunglensis P.H.Weston
- Boronia whitei Cheel
- Boronia wilsonii (F.Muell. ex Benth.) Duretto
- Boronia xanthastrum Duretto
- Boronia zeteticorum Duretto

Danh pháp chưa kết luận:
- Boronia ovata Lindl.[4]
- Boronia tenuior Domin[5]

## Loài trước đây
Loài hiện nay không còn được xếp vào chi Boronia nữa:
- Cyanothamnus acanthocladus (Paul G.Wilson) Duretto & Heslewood (danh pháp cũ: Boronia acanthoclada)
- Cyanothamnus anemonifolius (A.Cunn.) Duretto & Heslewood  – sticky boronia (danh pháp cũ: Boronia anemonifolia)
- Cyanothamnus baeckeaceus (F.Muell.) Duretto & Heslewood (danh pháp cũ: Boronia baeckeacea)
- Cyanothamnus bipinnatus (Lindl.) Duretto & Heslewood – rock boronia (danh pháp cũ: Boronia bipinnata)
- Cyanothamnus bussellianus (F.Muell.) Duretto & Heslewood (danh pháp cũ: Boronia busselliana)
- Cyanothamnus coerulescens (F.Muell.)  Duretto & Heslewood – blue boronia (danh pháp cũ: Boronia coerulescens)
- Cyanothamnus defoliatus (F.Muell.) Duretto & Heslewood (danh pháp cũ: Boronia defoliata)
- Cyanothamnus fabianoides (Diels) Duretto & Heslewood (danh pháp cũ: Boronia fabianoides)
- Cyanothamnus inconspicuus (Benth.) Duretto & Heslewood (danh pháp cũ: Boronia inconspicua)
- Cyanothamnus inflexus (Duretto) Duretto & Heslewood (danh pháp cũ: Boronia inflexa)
- Cyanothamnus montimulliganensis (Duretto) Duretto & Heslewood (danh pháp cũ: Boronia montimulliganensis)
- Cyanothamnus nanus (Hook.) Duretto & Heslewood – small boronia (danh pháp cũ: Boronia nana)
- Cyanothamnus occidentalis (Duretto) Duretto & Heslewood (danh pháp cũ: Boronia occidentalis)
- Cyanothamnus penicillatus (Benth.) Duretto & Heslewood (danh pháp cũ: Boronia penicillata)
- Cyanothamnus polygalifolius (Sm.) Duretto & Heslewood – waxy boronia, dwarf boronia, milkwort boronia(danh pháp cũ: Boronia polygalifolia)
- Cyanothamnus quadrangulus Duretto & Heslewood  – narrow-leaved boronia (danh pháp cũ: Boronia anethifolia)
- Cyanothamnus ramosus Lindl. (danh pháp cũ: Boronia ramosa)
- Cyanothamnus rigens (Cheel) Duretto & Heslewood  – stiff boronia (danh pháp cũ: Boronia rigens)
- Cyanothamnus subsessilis Benth. Duretto & Heslewood (danh pháp cũ: Boronia subsessilis)
- Cyanothamnus tenuis Lindl. – blue boronia (danh pháp cũ: Boronia tenuis)
- Cyanothamnus warangensis (Duretto) Duretto & Heslewood (danh pháp cũ: Boronia warangensis)
- Cyanothamnus westringioides (Paul G.Wilson) Duretto & Heslewood (danh pháp cũ: Boronia westringioides)
- Cyanothamnus yarrowmerensis (Duretto) Duretto & Heslewood (danh pháp cũ: Boronia yarrowmerensis)